# 奥古斯特·保罗·瓦瑟曼

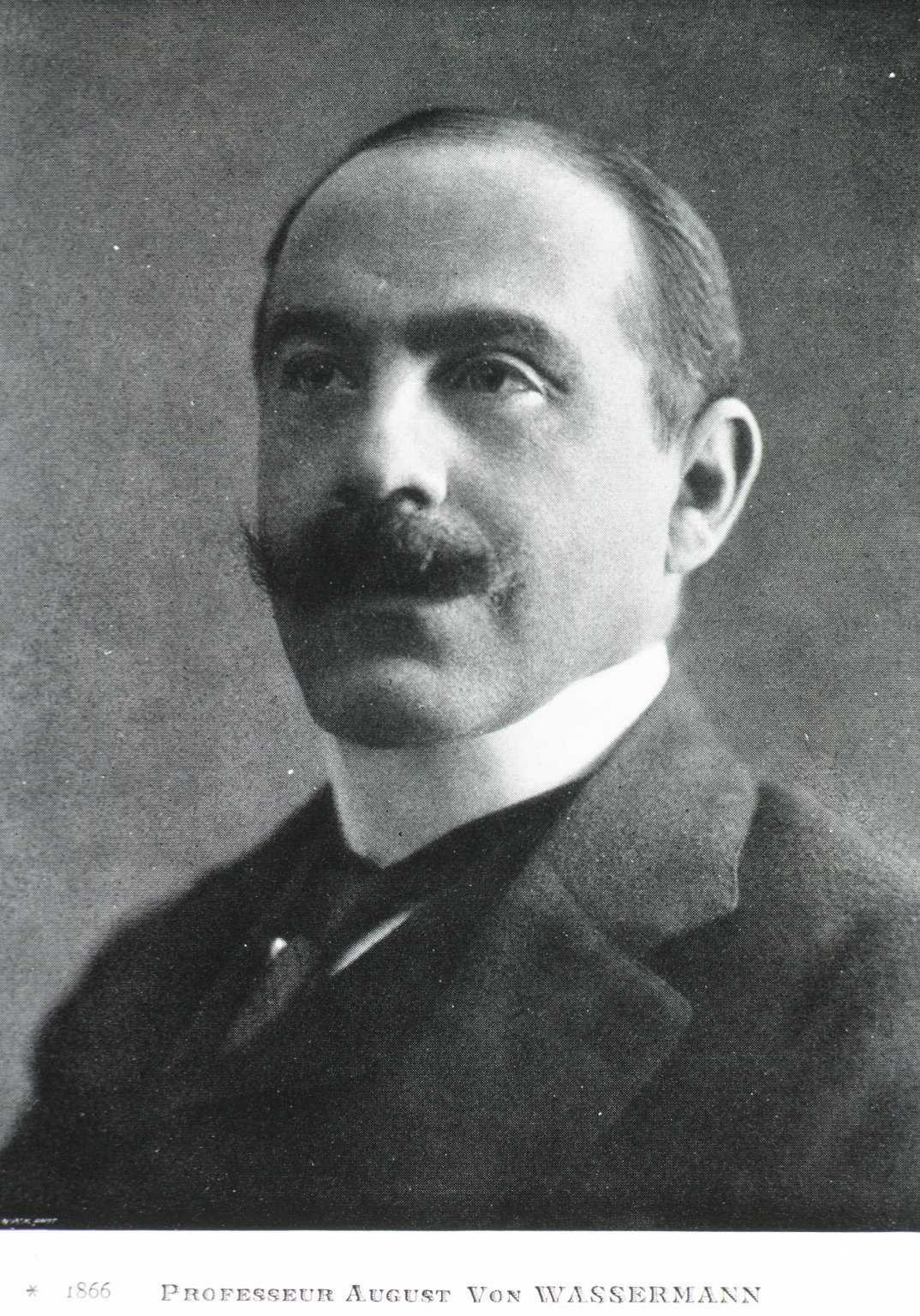
瓦瑟曼

奥古斯特·保罗·冯·瓦瑟曼（英語：August Paul von Wassermann, 1866年2月21日—1925年3月16日）是一名德国的细菌学家、免疫学家。

## 生平
1866年2月21日生于德国班贝格，1925年3月16日卒于柏林。曾在埃朗根、维也纳、慕尼黑学医。1888年在斯特拉斯堡获医学博士学位。后在研究所及大学从事免疫学、血清学、治疗学的研究和教学。曾独立地证明，许多人血清中不同程度地存在着白喉抗毒素，
出生于德国班贝格，有犹太人血统。他在德国数个地方，包括埃朗根、维也纳、慕尼黑学习医学，并在1888年，获得斯特拉斯堡大学的医学博士学位。1890年后，他在柏林感染疾病研究所工作，师从罗伯特·科赫。1906年成为实验治疗和血清研究的部门主任。
同年，他设计出检测梅毒患者体内抗体的补体结合试验（若患者血清中有抗体存在，则加入抗原后，抗原—抗体复合物便将补体结合，此时再加入溶血介体和红细胞，患者体内也不会出现溶血），即瓦瑟曼氏反应，至今仍为梅毒、脊髓痨诊断方法之一。此外，他还与细菌学家威廉·科勒合著《病原微生物手册》（Handbuch der Pathogenen Mikroorganismen）。

## 外部资料
- Bibliography Of Wasserman （页面存档备份，存于） @ Who Named It